# سوپر جام فوتبال سوئد
 سوپر جام فوتبال سوئد  (به سوئدی: Supercupen) مسابقه‌ای است که سالانه مابین قهرمان لیگ برتر فوتبال سوئد و قهرمان جام حذفی فوتبال سوئد برگزار می‌شود.

## پرافتخارترین باشگاه‌ها
| باشگاه      | قهرمانی | نایب قهرمانی |
| ----------- | ------- | ------------ |
| هلسینگبورگس | ۲       | ۱            |
| مالمو       | ۲       | ۱            |
| گوتبورگ     | ۱       | ۴            |
| کالمار      | ۱       | ۱            |
| الفسبورگ    | ۱       | ۱            |
| آی‌ای‌کی      | ۱       | ۱            |
| نورشوپینگ   | ۱       | ۰            |